# ロベール・ボワイエ
ロベール・ボワイエ（Robert Boyer、1943年3月25日 - ）は、フランスの経済学者。レギュラシオン学派の一人。ポストケインズ学派のカルドア派でもある。
エコール・ポリテクニーク、パリ政治学院、国立土木学校で学ぶ。数理経済計画予測研究所(CEPREMAP)、国立科学研究所(CNRS)、社会科学高等研究院(EHESS)などで教鞭をとる。マルクス、ケインズの流れを汲むレギュラシオニストだが、ソ連のスターリン主義(中央集権的計画経済)やレーニンの国家独占資本主義論を批判している。

## 著書
- 『世紀末資本主義』、山田鋭夫ほか訳、日本評論社, 1988年。
- 『レギュラシオン理論――危機に挑む経済学』、山田鋭夫訳、新評論, 1989年。
- 『入門・レギュラシオン――経済学/歴史学/社会主義/日本』、山田鋭夫・井上泰夫編訳、藤原書店, 1990年。
- 『第二の大転換――EC統合下のヨーロッパ経済』、井上泰夫訳、藤原書店, 1992年。
- 『レギュラシオン――成長と危機の経済学』、清水耕一編訳、ミネルヴァ書房, 1992年。
- 『現代「経済学」批判宣言――制度と歴史の経済学のために』、井上泰夫訳、藤原書店, 1996年。
- 『世界恐慌診断と処方箋――グローバリゼーションの神話』、井上泰夫訳、藤原書店, 1998年。
- 『資本主義vs資本主義――制度・変容・多様性』、山田鋭夫訳、藤原書店, 2005年。
- 『ニュー・エコノミーの研究――21世紀型経済成長とは何か』、中原隆幸・新井美佐子訳、藤原書店, 2007年。
- 『金融資本主義の崩壊――市場絶対主義を超えて』、宇仁宏幸ほか訳、藤原書店, 2011年。
- 『作られた不平等――日本・中国・アメリカ・そしてヨーロッパ』、山田鋭夫訳、藤原書店, 2016年。

### 共著・編著
- 『レギュラシオン・コレクション（1）危機――資本主義』、R・ボワイエ、山田鋭夫編、藤原書店, 1993年。
- 『レギュラシオン・コレクション（2）転換――社会主義』、R・ボワイエ、山田鋭夫編、藤原書店, 1993年。
- 『レギュラシオン・コレクション（3）ラポール・サラリアール』、R・ボワイエ、山田鋭夫編、藤原書店, 1996年。
- 『アフター・フォーディズム』、ロベール・ボワイエ、ジャンピエール・デュラン著、荒井壽夫訳、ミネルヴァ書房、1996年。
- 『レギュラシオン・コレクション（4）国際レジームの再編』、R・ボワイエ、山田鋭夫編、藤原書店, 1997年。 -
- 『市場原理を超える農業の大転換――レギュラシオン・コンヴァンシオン理論による分析と提起』、G・アレール、R・ボワイエ編、津守英夫ほか訳、食料・農業政策研究センター国際部会, 1997年。
- 『戦後日本資本主義――調整と危機の分析』、山田鋭夫、R・ボワイエ編、藤原書店, 1999年。
- 『脱グローバリズム宣言――パクス・アメリカーナを超えて』、R・ボワイエ、P-F・スイリ編、山田鋭夫・渡辺純子訳、藤原書店, 2002年。